# Ковпаненко Галина Тихонівна
Галина Тихонівна Ковпаненко (нар. 31 серпня 1923, Нікополь — пом. 24 березня 2013, Київ) — українська історикиня, археологиня, дослідниця пам'яток скіфської епохи. Кандидатка історичних наук, старша наукова співробітниця. 
Виявила перші бондарихінські та чорноліські пам'ятки на Ворсклі. У 1967 опублікувала монографію «Племена скіфського часу на Ворсклі» — перше узагальнююче дослідження пам'яток скіфського часу згаданої території, яка викликала широкий резонанс серед фахівців. Значним науковим досягненням Г. Ковпаненко було дослідження Трахтемирівського городища (поселення ранньоскіфського часу) — одного з найбільших у Східній Європі та завдяки її зусиллям — одного з найбільш вивчених. У 1974 р. у кургані Соколова Могила  відкрила унікальне поховання сарматської жриці. 

## Життєпис та діяльність
Народилася у вчительській родині в м. Нікополі Дніпропетровської області. Батьки — Тітенки Тихін Васильович (директор школи) і Антоніна Григорівна (до шлюбу Нечаєва) — заслужені вчителі УРСР. У 1941 р. закінчила середню школу. На початку війни, перебуваючи з батьками в евакуації на Кубані, працювала у школі бібліотекаркою.
У 1943 р. вступила на історичний факультет Краснодарського педагогічного інституту, де слухала лекції М. В. Анфімова, під впливом якого вирішила займатися археологією. Після закінчення першого курсу перевелась на другий курс історичного факультету Київського національного університету імені Тараса Шевченка, де навчалась на кафедрі археології та музеєзнавства у Л. М. Славіна, А. В. Добровольського, В. І. Стрельського. Студенткою працювала під керівництвом відомих учених (1945 р. — Нікопольська експедиція, очолювана Б. М. Граковим; 1946—1947 рр. — Тясминська експедиція під керівництвом І. В. Фабриціус, за участю Є. Ф. Покровської). Її дипломна робота «Побут скіфів» (1948) у числі найкращих була опублікована в університетському збірнику студентських наукових праць.
Ще навчаючись в університеті, з лютого 1948 р. була зарахована на посаду молодшої наукової співробітниці відділу скіфо-античної археології Інституту археології АН України. Наприкінці 1940-х — на початку 1950-х поглиблювала знання з історії передскіфського та скіфського періодів лісостепових областей України, насамперед, шляхом участі в польових дослідженнях. Зокрема, у 1948 р. працювала на Немирівському городищі в Побужжі (у складі Південно-Подільської експедиції під керівництвом М. І. Артамонова), на початку 50-х років досліджувала разом з М. Ю. Брайчевським Пастирське городище, із С. С. Березанською — пам'ятки білогрудівської культури Уманщини. Виявила перші бондарихінські та чорноліські пам'ятки на Ворсклі.
У 1963 р. на кафедрі археології й етнографії історичного факультету Московського державного університету Ковпаненко захистила дисертацію на здобуття наукового ступеня кандидата історичних наук, яка стала результатом проведених нею масштабних археологічних розкопок і розвідок на Полтавщині. Як зазначав її науковий керівник, фундатор української школи скіфознавства, професор О. І. Тереножкін: «Г. Т. Ковпаненко вдалося з'ясувати раніше зовсім невідомі особливості предскіфського періоду в басейні р. Ворскли і довести, що Ворсклинська локальна група культури скіфського часу сформувалась в результаті переселення частини населення з Дніпровського Правобережжя приблизно наприкінці VIII — на початку VII ст. до н. е.». У 1967 р. Г. Т. Ковпаненко опублікувала монографію «Племена скіфського часу на Ворсклі» (в основу були покладені матеріали дисертаційної роботи) — перше узагальнююче дослідження пам'яток скіфського часу згаданої території, яка викликала широкий резонанс серед фахівців.
З 1968 Г. Ковпаненко — старша наукова співробітниця відділу археології ранньої залізної доби, з 1974 здобула вчене звання «старший науковий співробітник», згодом переведена на посаду провідної наукової співробітниці. Значним науковим досягненням Г. Ковпаненко було дослідження Трахтемирівського городища (поселення ранньоскіфського часу) — одного з найбільших у Східній Європі та завдяки її зусиллям — одного з найбільш вивчених. Результати розкопок городища, які проводились нею у 1964—1968 рр., й опрацьовані матеріали частково висвітлені у низці статей. Завантаженість поточною роботою, а згодом важка хвороба стали причиною того, що монографія про цю видатну пам'ятку, яку готувала дослідниця, на жаль, залишилась незавершеною.
Наприкінці 1960-х — на початку 1970-х рр. Галина Ковпаненко, за незалежних від неї причин, була змушена перервати польові роботи в українському лісостепу і упродовж шести років (1969—1972, 1974—1975) очолювала велику новобудівну Південно-Бузьку (Очаківську) експедицію (охоронні дослідження в зоні будівництва Очаківської зрошувальної системи), що вивчала курганні старожитності у Миколаївській області. Загалом було досліджено 55 курганів, що містили близько 470 поховань різних історичних епох — від неоліту до XIV ст. н. е. Результати багаторічних робіт Південно-Бузької експедиції певною мірою відображені у книзі «Курганы на Южном Буге» (К., 1978).
У 1974 р. у кургані Соколова Могила (біля с. Ковалівка Миколаївського р-ну Миколаївської обл.) Ковпаненко відкрила унікальне поховання знатної сарматської жінки, очевидно жриці. Публікації матеріалів й історичній інтерпретації цієї визначної пам'ятки присвячена монографія «Сарматское погребение І в. н. з. на Южном Буге» (К., 1987). Матеріали з розкопок Соколової могили експонуються у Скарбниці Національного музею історії України.
Керуючи великою степовою експедицією, Г. Ковпаненко продовжувала займатись лісостеповою археологією, студіювала скіфські пам'ятки Поросся. У 1973 р. дослідила рідкісний могильник скіфського часу в с. Медвин Богуславського р-ну Київської обл. Розкопуючи степові пам'ятки і готуючи по них звіти і публікації, паралельно обробляла матеріали курганних старожитностей ранньоскіфського часу Поросся, які були узагальнені і видані у книзі «Курганы раннескифского времени в бассейне р. Рось» (К., 1981).
З 1976 р. упродовж десятиліття дослідниця проводила інтенсивні польові роботи у лісостепу. В 1978—-1979 рр. керувала новобудовною експедицією (у зоні спорудження Могильов-Подільської ГЕС), яка досліджувала поселення передскіфського часу в с. Комарів Кельменецького р-ну Чернівецької обл., у 1980—1981 рр. розкопувала кургани періоду скіфської архаїки біля с. Жаботин Камянського р-ну Черкаської обл. , на високому методичному рівні дослідивши, серед іншого, курган Червона Могила в с. Флярківка зі спаленою шатроподібною конструкцією. Завдяки цій знахідці стала зрозумілою конструкція подібних споруд. У 1982—1986 рр. очолювала Правобережну Лісостепову експедицію, що здійснювала археологічні розвідки і розкопки в Київській і Черкаській областях у зоні будівництва газопроводу «Уренгой—Помари— Ужгород».
У 1983—1986 рр. Галина Ковпаненко керувала узагальнюючою науковою темою, присвяченою опрацюванню й систематизації старожитностей скіфського часу в Правобережному Лісостепу, результати якого видані 1989 р. у монографії «Памятники скифской эпохи Днепровского Лесостепного Правобережья» (у співавторстві із С. С. Бессоновою і С. А. Скорим).
Численні наукові монографії та статті Г. Т. Ковпаненко — це, зокрема, значний внесок у розробку класифікації та хронології кераміки скіфського часу лісостепової зони. Аналізуючи та зіставляючи поховальні пам'ятки й матеріальну культуру, в тому числі гончарні комплекси, дослідниця довела, що у Поворскля переселилося населення з Дніпровського Лісостепового Правобережжя, ймовірно, з Києво-Черкаського регіону. Г. Ковпаненко виділила основні види і варіанти місцевого ліпленого посуду, який побутував на Правобережній Україні, порівняла його з керамікою Лівобережжя та подала класифікацію посуду VII—VI ст. до н. е. Києво-Черкаського регіону. Крім дослідження низки найважливіших старожитностей скіфської епохи в лісостеповому регіоні, з ім'ям Галини Ковпаненко пов'язане відкриття практично всіх похоронних пам'яток кімерійського типу в українському Лісостепу, в тому числі поховань поблизу сіл Бутенки на Полтавщині, Носачів на Черкащині (Смілянський р-н Черкаської обл.) та найяскравіших з них — курганів поблизу сіл Квітки (1979) та Ольшана (1985) (обидва — Черкаської обл.).
У 1980-х рр. Галина Ковпаненко брала активну участь у підготовці археологічної частини «Зводу пам'яток історії та культури України», керуючи підготовкою матеріалів до тому по Черкаській області. У 1984 р. за плідну багаторічну діяльність по виявленню, дослідженню, охороні і пропаганді археологічних пам'яток України була нагороджена Почесною грамотою Українського товариства охорони пам'яток історії та культури.
Під безпосереднім керівництвом Галини Ковпаненко отримали навички польових досліджень такі відомі археологи як К. Бунатян, Н. Гаврилюк та інші.
У 1989 р. з причини важкої хвороби дослідниця була змушена вийти на заслужену пенсію, продовжуючи наукову працю.

## Праці
- Племена скіфського часу на Ворсклі. — К.: Наукова думка, 1967;
- Скифы и сарматы. — Киев: Наук, думка, 1977 (у співавт.);
- Курганы на Южном Буге. — К., 1978 (у співавт.);
- Курганы раннескифского времени в бассейне р. Рось. — Киев: Наукова думка, 1981;
- Сарматское погребение 1 в. н.э. в Соколовой Могиле на Южном Буге. — К.: Наукова думка, 1986;
- Памятники скифской эпохи Днепровского Лесостепного Правобережья (Киево-Черкасский регион)./ Г.Т. Ковпаненко, С.С. Бессонова, С.А. Скорый — К.: Наукова думка, 1989;
- Погребение VIII—VII вв. до н.э. в бассейне р. Ворсклы // Краткие сообщения института археологии АН УССР. — 1962. — Вып. 12.;
- Раскопки Трахтемировского городища // Археологические исследования на Украине в 1965—1966 гг. — К., 1967;
- Раскопки Трахтемировского городища // Археологические исследования на Украине в 1967 г. — К., 1968;
- Новые раскопки Трахтемировского городища // Археологические исследования на Украине в 1968 г. — К., 1971;
- Трахтемирівське городище на Канівщині // Матеріали XIII конференції Інституту археології АН УРСР. — К., 1972;
- Бронзовый меч с Бельского городища // Советская археология. — 1974. — № 4;
- Отпечатки злаков на керамике Трахтемировского городища // Скифский мир. — К., — 1975 (у спвавт.);
- Поселення ранньоскіфського часу у с. Медвин на р. Росі // Археологія. — К., 1975. — № 15. — С. 58—65 (у співавт.);
- Поховання катакомбної культури на Південному Бузі // Археологія. — 1984. — № 48;
- «Червона могила» у с. Флярковка // Древности Евразии скифо-сарматского времени. — М., 1984;
- Носачівський курган VIII—VII ст. до н. е.// Археологія. — 1966. — Вип. XX;
- Кургани поблизу с. Мачухи на Полтавщині // Археологія. — 1970. — № 24;
- Сарматское погребение в Соколовой Могиле // Скифия и Кавказ. — К., 1980;
- Погребение воина у с. Квитки в Поросье // Вооружение скифов и сарматов. — К., 1984 (у співавт.);
- Поселение предскифского времени у с. Комаров на Днестре // Скифы. Хазары. Славяне. Древняя Русь. К 100-летию со дня рождения М. И. Артамонова. — Санкт-Петербург, 1998;
- Поселение жаботинского этапа у с. Орловец на Черкащине // Евразийские древности. 100 лет Б. Н. Гракову: архивные материалы, публикации, статьи. — М., 1999;
- Сарматська жриця із Соколової Могили // Золото степу: Археологія України / Акад. наук УРСР, Ін-т археології, Археологічний музей (Шлезвіг) ; упорядн. П. П. Толочко. — Київ ; Шлезвіг: [б. и.], 1991.- С .221-226;
- Погребение знатного латника у западных границ Золотой Орды. // Археология Поволжья. — Пенза, 2001 (у співавт.);
- Ольшана: погребение предскифского времени в Украинской Правобережной Лесостепи // Stratum plus. — № 3. — 2003—2004. — Санкт-Петербург, Кишинёв — Одесса-Бухарест, 2005 (у співавт.).